# Zygosporium chartarum
Zygosporium chartarum är en svampart som beskrevs av Camposano 1951. Zygosporium chartarum ingår i släktet Zygosporium, divisionen sporsäcksvampar och riket svampar.   Inga underarter finns listade i Catalogue of Life.